# Shout at the Devil (brano musicale)
Shout at the Devil è un brano musicale del gruppo musicale statunitense Mötley Crüe, seconda traccia dell'omonimo album pubblicato nel 1983.
Non fu estratto come singolo, ma riuscì comunque a riscuotere successo nelle radio statunitensi, piazzandosi alla trentesima posizione della Mainstream Rock Songs.

## Nella cultura di massa
La canzone appare nei videogiochi Guitar Hero II, Guitar Hero: Smash Hits e Saints Row: The Third.
Appare anche nelle serie televisive My Name Is Earl, Stranger Things e Supercar e nel film Giovani diavoli.

## Formazione
- Vince Neil - voce
- Mick Mars - chitarra
- Nikki Sixx - basso
- Tommy Lee - batteria